# Šen Fu
Šen Fu (čínsky pchin-jinem Shěn Fù, znaky zjednodušené 沈复, tradiční 沈復, 1763, Su-čou – po roce 1809?) byl čínský spisovatel dynastie Čching, autor první čínské lyrické autobiografie Šest historií prchavého života (čínsky v českém přepisu Fou-šeng liou ťi, pchin-jinem Fusheng liuji).
Šen Fu pocházel ze zchudlé vzdělanecké rodiny. Pracoval jako státní zaměstnanec, osobní sekretář, podnikl několik dlouhých cest po Číně a navštívil také souostroví Rjúkjú. Zkoušel se též uplatnit jako malíř, obchodník a podnikatel, ale neúspěšně. Své zážitky z cest, osobní i duchovní pocity a snahu o studium taoismu pospal v šesti kapitolách výše uvedené knihy (poslední dvě kapitoly jsou ztraceny), jejichž jednotícím prvkem je romantická láska mezi ním a jeho manželkou a smutek z její smrti. Kniha, napsaná na počátku 19. století byla nalezena roku 1849 a vydána v roce 1877.
Datum autorovy smrti není známo. Zemřel někdy po roce 1809 (v letech 1810 až 1825).

## Česká vydání
- Šest historií prchavého života, Plzákovo nakladatelství, Praha 1944, přeložil Jaroslav Průšek, znovu SNKLHU, Praha 1956.